# Maragodu, Madikeri
Maragodu là một làng thuộc tehsil Madikeri, huyện Kodagu, bang Karnataka, Ấn Độ.